# Съюз на британските фашисти
Съюзът на британските фашисти (на английски: British Union of Fascists) е политическо обединение, което възниква във Великобритания, в условията на Световната икономическа криза и се превръща в най-масовата британска фашистка организация в периода между двете световни войни. Дейността му има значително влияние върху социално-политическия живот в Обединеното кралство през 30-те години на 20 век.

## История
Съюзът е учреден в Лондон на 1 октомври 1932 г. от английския аристократ Освалд Мозли, който е безспорен лидер и главен идеолог на Съюза през целия му период на съществуване. Мозли е участник в Първата световна война, а след края ѝ започва политическата си кариера в редиците на Консервативната партия, след което преминава в Лейбъристката партия, от която е излъчен за член на кабинета във второто лейбъристко правителство, но през 1930 г. напуска и нея за да основе Съюза на британските фашисти. В началото на 30-те години на 20 век, в условията на влошаващата се икономическа криза в страната, Мозли заедно със свои съмишленици, разочарован от традиционните британски политически партии, обединява в една нова политическа организация всички десни сили в страната.

### Идеология
Съюзът на британските фашисти е антидемократична, антикомунистическа и националистическа политическа организация. Политическата програма на британските фашисти предвижда поетапни реформи за постепенното премахване на островната парламентарна система, посредством замяната ѝ с мека форма на диктатура подчинена на държавния обществен интерес, обхващаща всички социални сфери на обществения живот на британското общество. В началото на 30-те години на 20 век като държавен модел за подражание на Мозли е сочена фашистка Италия, която той често посещава и където е желан гост от Мусолини. Даже Уинстън Чърчил при едно свое посещение в Рим на обща пресконференция с Мусолини през 1927 година определя със следните думи италианското фашистко движение: 
| „ | Вашата триумфална борба срещу зверските страсти и апетити на ленинизма | “ |

, както и 
| „ | средство против руската отрова и движение оказало услуга на целия свят | “ |

Съюзът на британските фашисти е паравоенна структура. Емблемата на съюза (до края на 1935 г.) е древния римски символ на властта – фасциите.

### Социална среда и подкрепа
Съюзът на британските фашисти е подкрепян от страна на някои влиятелни и богати членове на британското общество. Сред тях е лорд Ротермир (собственик на популярното издание „Дейли Мейл“), автомобилния магнат лорд Нафилд, милионерката лейди Хаустон и др. От края на 1933 г. Съюзът на британските фашисти редовно организира и провежда масови митинги и манифестации в големите градове в страната, издава вестници, водещ сред които е „Блекшет“ („Черна риза“), а лозунгът им гласи „Великобритания преди всичко“.
Към лятото на 1934 г. Съюзът на британските фашисти има десетки клубове във Великобритания и в чужбина – в Италия и Германия. Към него са формирани и фашистки организации на британските жени, младежи, работници, университетски преподаватели в Оксфорд и Кеймбридж и други учебни центрове, като има структури и във въоръжените сили. Към съюза са изградени центрове за първа помощ на пострадали, за преливане на кръв, щурмови отряди и т.н. До лятото на 1934 г. Съюзът на британските фашисти наброява между 40 и 50 хиляди членове. Социалният му състав е хетерогенен – има както бедни, така и богати членове и включва представители на почти всички социални слоеве на британското общество – от аристократи до безработни и социално отритнати британски граждани, но най-вече членовете му се състоят предимно от представители на средната класа и пенсионирани държавни служители. В съюза има и доста младежи, които са особено възприемчиви към националистическите повеи в политиката.

### Инцидентът „Олимпия“
На 7 юни 1934 г. в лондонската зала „Олимпия“ е организиран митинг на съюза, на който присъстват около 12 хиляди души. Противниците на организацията, вероятно подпомогнати или инспирирани от британските тайни служби (с оглед на идването на власт в Германия на НСДАП), предизвикват (инсценират) провокация която довежда до изхвърлянето на един човек от залата. Инцидентът е представен от силната британска либерална преса сред обществото като проява на нетолерантност и незачитане на свободата на изразяване на мнение. Насетне, след края на митинга, са провокирани още сблъсъци между членове на съюза и негови противници, след които по близките до залата улици се стига вечерта до масови побоища с близо 100 души ранени - 70 от едната страна и 20-30 от другата, сред които и две жени. На 10 от пострадалите е оказана медицинска помощ. Естествено инцидентът е раздухан от либералната британска преса, която предизвика възмущение сред обществеността, настройваки го срещу британските фашисти. През лятото и началото на есента на 1934 г. в различни британски градове са организирани десетки антифашистки митинги и други агитационни мероприятия насочени срещу дейността на съюза, които заглушават информационната му дейност и преекспонират тази на активно противопоставящите му се, като теза на противниците на фашизма въобще. Естествено зад тези активни мероприятия са британските тайни служби, понеже властта в Германия е вече здраво в ръцете на НСДАП, а съгласно 25-те точки се иска и преразглеждане с ревизия на Версайската система от договори, от чието статукво е най-вече заинтересована Британската империя.
Най-масовият антифашистки митинг в Британия се провежда на 9 септември 1934 г., когато около 100 000 души се събират в Хайд Парк в Лондон, за да протестират срещу дейността на черноризците от Съюза на британските фашисти. На този ден е насрочен в Хайд Парк фашистки митинг, но той е провален от антифашистката съпротива, въпреки че е редовно разрешен от властта.
След провокацията „Олимпия“ британските фашисти са дискредитирани на Албиона, като представени индоктринално от либералната британска преса като насилници и злоумишленици на Британия. От есента на 1934 г. обществената деятелност на съюза значително намалява, а броят на членовете му пада до 5000 души. Поради черния пиар срещу съюза и членовете му, лидерите му решават да не участват и да бойкотират общите избори във Великобритания, проведени през ноември 1935 г.
По това време в Лондон се провежда и контрапроцес на известния Лайпцигски процес за подпалването на Райхстага. Член на създадената „международна комисия“ за разследване на обстоятелствата около пожара от Лондон е френският депутат и юрист Винсент дьо Моро-Гиафери, член на френската лига за борба срещу антисемитизма и бъдещ адвокат на Хершел Гринспан. Дейността на комисията на британска територия предизвиква крайното неодобрение сред ръководителите и членовете на Съюза на британските фашисти.

### В стратегически съюз с националсоциализма
В края на 1934 г. – началото на 1935 г. Мозли съсредоточава деятелността на Съюза към привличане на симпатизанти и членове в района на северзападна Англия – Ланкашър, който е индустриален център на преработката на памук (чието производство следствие от Голямата депресия бележи значителен спад), и където има висока безработица. В този период съюзът реорганизира кампанията си на антисемитска вълна, като засилва връзките си с нацистка Германия за сметка на тези с фашистка Италия. През септември 1935 г. представители на Съюза на британските фашисти присъстват като гост-делегати на традиционните ежегодни партийни сборове-конгреси на нацистката партия в Нюрнберг. През пролетта и есента на 1936 г. Мозли е на два пъти на партийно работно посещение в Германия, където има и среща с фюрера. В края на 1935 г. емблемата на Съюза на британските фашисти е сменена - фасциите са заменени със светкавица в кръг, и това означава взаимодействие от гледна точка на единството. В началото на 1936 г. Мозли променя името на организацията на „Британски съюз на фашистите и националсоциалистите“. До голяма степен заразени от примера на нацистка Германия, британските фашисти от есента на 1934 г. все повече и повече акцентират в своята пропаганда върху антисемитизма. На 28 октомври 1934 г. по време на митинг в Албърт Хол в Лондон, Мозли официално обявява началото на своята антисемитска кампания. От 1936 г. център на антисемитска дейност на съюза е Източен Лондон, считан за най-бедния район на английската столица, където живеят много евреи. На 4 октомври 1936 г. колона британски фашисти и националсоциалисти със знамена и оркестър планират манифестация през еврейския район на Лондон, но мероприятието е провалено от властите.

### Битката на Кабелната улица
Антисемитската кампания на британските фашисти в Източен Лондон предизвиква протестта на мнозинството от населението на този район на столицата, както и на Комунистическата партия на Великобритания, а няколко еврейски организации призовават местните жители да се противопоставят активно на мероприятието на черноризците. В резултат от тези контрадействия на 4 октомври 1936 г. по улиците на източен Лондон се събират 300 000 антидемонстранти с цел да осуетят манифестацията на черноризците. В крайна сметка шествието на 3000 британски фашисти и националсоциалисти е разрешено от властите в Лондон, и на 4 октомври за тяхната безопасност и за поддържане на реда в Източен Лондон са изпратени няколко хиляди полицаи, които се принуждават да проправят път на колоната на черноризците през еврейските квартали на Лондон. Редовната полиция многократно се вижда принудена да използва палки, за да защити манифестиращите, които са многократно атакувани от тълпи противници на британските фашисти и националсоциалисти. По улиците на еврейските квартали на Лондон са издигнати барикади в опит да провалят шествието. След като не успява да разчисти една от барикадите на малка уличка отговарящият за шествието комисар Филип Гейм издава разпореждане за прекратяване на шествието. В крайна сметка лондонската полиция не успява да овладее ескалиращата ситуация откъм провокации и от двете страни и се оттегля от разразилото се меле известно като битката на Кабелната улица.

### Дейност на организацията след примане на Закона за обществения ред
Развитието на ситуацията на международното поле в навечерието на Мюнхенското споразумение, последвано от аншлуса, кара британския парламент през ноември 1936 г. да приеме антидемократичния "Закон за обществения ред", който забранява носенето на политически униформи и значително разширява полицейските правомощия. Законът влиза в сила на 1 януари 1937 г. и на практика спазването на неговите разпоредби принуждава британските фашисти и националсоциалисти да преустановят своята дотогавашна обществена дейност и най-вече провеждането на нацистки митинги и демонстрации. Въпреки закона представители на Британските фашисти и националсоциалисти вземат участие в изборите за градски съвет на Лондон, но навсякъде в Източен Лондон, където населението е предимно еврейско, търпят поражение.
В края на 30-те години в атмосфера на засилено международно напрежение в Европа, лидерите на Британските фашисти и националсоциалисти правят нов опит да съживят в британското общество интерес към сдружението си, но предвид развитието на международната политика и най-вече на дейността на британските специални и тайни служби това се оказва невъзможно. Британските фашисти и националсоциалисти са за осигуряване на свободата на действие на нацистка Германия в Централна и Източна Европа. В началото на Втората световна война, дейността на Британските фашисти и националсоциалисти не е официално забранявана от властите, но индиректно е притъпена посредством ограничаване на възможностите ѝ за съществуване. По време на т.нар. „Странна война“, Мозли е имал възможността да продължава да пропагандира идеите си, след като той призовава за бързо сключване на мир с Германия и даже се опитва да убеди колегите в Британския парламент в безсмислието на обявената на 1 септември 1939 г. война от Обединеното кралство на нацистка Германия. В началото на 1940 г. британските фашисти и националсоциалисти участват и в извънредните избори за парламент. По това време, в инак извънредно толерантното и либерално английско общество се прокрадват отделни мнения призоваващи и към публична екзекуция на Мозли чрез обесването му като предател.

### Забрана преди сключването на „съюза със Сатаната“
През юли 1940 г., непосредствено след идването си на власт, новото британско правителство с премиер-министър Уинстън Чърчил забранява дейността на Британските фашисти и националсоциалисти, а ръководителите на организацията са интернирани с оглед развитието на войната, обявена от Британия на Германия. След началото на операция Барбароса, Чърчил сключва известния „съюз със Сатаната“ и отива през 1942 г. на посещение в червения по това време Кремъл в опит да окуражи в борбата срещу фашизма новия си стратегически съюзник - Йосиф Сталин.